# 宮前真樹
宮前真樹（日语：／ Miyamae Maki，1973年1月16日—），日本女藝人、料理研究家。偶像團體「CoCo」前成員。出生於新潟縣十日町市，東京都成長。株式會社expartner所屬。丈夫萩庭桂太是攝影師。暱稱。身高162cm。A型血。

## 簡歷

### 作為偶像
1989年9月6日，成為富士電視台《Paradise GoGo!!》乙女塾的第1期生，並以偶像組合CoCo成員憑PONY CANYON出版的《EQUAL羅曼史》作為歌手出道。當時所屬的經紀公司是尾木Production。偶像時期短髮是她的商標。
1994年9月30日，CoCo解散（此後，在尾木Production工作了數年）。同一天，從富士電視台《獅王的祝您健康》作為嘉賓演出。1994年10月1日，開始個人活動。同月，官方粉絲俱樂部「PORCUPiNE」成立。
1995年1月，舉辦巡迴演唱會「宮前真樹BirthdayLive ～What's New？」。1995年9月—10月，舉辦巡迴演唱會「宮前真樹Second Live Tour ～深紅時刻～ 藍色時刻」。1999年5月，官方粉絲俱樂部「PORCUPiNE」解散。
2000年10月—2001年2月，BOOK TV。
2004年1月18日，在「宮前真樹 Birthday Live 2004」上，宣布在3月底之前停止演藝活動。4月17日和18日，舉辦「宮前真樹感謝之旅！」。終了之後，進入巴黎藍帶廚藝學校東京分校。

### 作為藝人、料理研究家
2008年，取得食育講師、食農檢定資格。2009年，開始與食品和烹飪相關的產品開發、與製造商的合作創作、食品教育教室、媒體露面和農業等廣泛的食品教育活動。2010年10月4日，在澀谷開設「CAFE RESUTAURANT M.NATURE AOYAMA」。
2016年1月，製作了「代官山沙拉」。2016年9月，「beauty oil kitchen」出品（西武池袋本店、橫濱SOGO、千葉SOGO）。2017年7月，負責「centonze」潔面洗髮水的監修。2016年7月27日，出版自身第一本書。
2019年4月，就任國際食學協會親善大使名譽理事。
2023年，推出蛋糕捲品牌「maq bon」。

## 人物
- 2018年2月16日，於自身部落格宣佈與攝影師萩庭桂太（日语：萩庭桂太）結婚[5][6]。
- 出生地是新潟縣，但是出生登記在東京都青梅市，所以出生地是東京都。
- 誠實對待自己和他人，包括粉絲。重視信任。
- 她關心兒童和老人，也熱衷於公益活動。也喜歡動物，養了一隻貓。
- 三浦理惠子說「在CoCo成員中，她是最有少女心的人」。
- 性格害羞，但傾向於信任他人[7]。
- 有強迫症，喜歡收藏任何人喜歡的東西，如果喜歡同樣的東西就會長期一直使用它。
- 偶像時期迷上了肥皂泡泡。
- 喜歡的顏色是白色。喜歡銀飾品。
- 偶像時期崇拜的人是松田聖子。
- 可以自己一個人穿和服。
- 以前養過3隻貓，現在養了1隻狗。
- 興趣：讀書、音樂鑑賞、視頻觀賞、電子遊戲、香、寫詩、職業摔角觀戰、相撲觀戰、單板滑雪[8]。特長：英語會話、鍵盤[8]。資格、執照：文憑 & 食品教育侍酒師[8]。

## 演出
CoCo時期演出節目請參閱「CoCo (組合)」。

### 綜藝節目
- 森田一義時間 笑一笑又何妨！（1991年10月—1992年9月，富士電視台）—週三準常駐演出
- Idol on Stage（日语：アイドルオンステージ）（1993年10月10日—1997年3月30日，NHK-BS2）—常駐演出
- （NHK綜合）
  - （1995年5月21日）
  - （1996年6月2日）
  - （1996年11月17日）
- 天才兒童MAX（NHK教育）
  - （1996年4月12日）
  - （1996年10月10日）
- 別在意!! SPORTS&WIDE（日语：どんまい!! VARIETYSHOW&SPORTS） 週四（1996年4月—9月，中京電視台）—主持人
- 週一（2001年4月—2002年3月，日本電視台）
- 銀BURA天國（日语：銀BURA天国）（1994年—1995年，東京電視台）
- TV搗蛋猛獁象（日语：TVおじゃマンモス）（日本電視台）
- 大阪悠閒電視（日语：大阪ほんわかテレビ）（1995年—1996年，讀賣電視台）
- 痛快！明石家電視台（日语：痛快!明石家電視台）（1996年—2003年，MBS）
- 今夜惠美子～走吧!!（日语：今夜はえみぃ〜GO!!）（2002年—2004年，MBS）
- 暑假特別節目2008 Resolution 宮前真樹（2008年8月11日，網路電視）
- Oha！4 NEWS LIVE（日语：Oha!4 NEWS LIVE）（2012年1月19日—2013年1月4日[注 2]，日視NEWS24（CS）、日本電視台）
  - 第1部單元「生活禮賓」每隔週四「美容食譜」[9]→同「早安catch！」週二（2013年起移至週三）「Foods&Sweets」（不定期演出）[10]
- 拜託了！排行榜（日语：お願い!ランキング）（2013年5月30日，朝日電視台）—在「川越達也的意外發現餐廳！」接受M.Nature接受採訪時演出
- 虎之門市場（日语：虎ノ門市場）（東京電視台）
- 關西熱視線（日语：かんさい熱視線）（2016年5月6日，NHK綜合）—關西糕點最前線

### 電視動畫
- 變形金剛Neo（日语：ビーストウォーズネオ 超生命体トランスフォーマー）（1999年2月—9月，東京電視台）—飾 DNAVI[11]

### 電視劇
- Heart's（日语：ハートにS）（1995年7月17日，富士電視台）
- 稻川淳二的恐怖故事（1997年9月4日，讀賣電視台）
- （1998年9月27日，東京電視台）
- 週五娛樂（日语：金曜エンタテイメント）（富士電視台）
  - 老少配情侶刑警（日语：年の差カップル刑事）（1998年10月23日）—飾 赤里燈子
  - 十津川警部夫人的旅情殺人推理（日语：十津川警部夫人の旅情殺人推理）1（2003年5月30日）—飾 松原聰美
- 瘦身大作戰（日语：歓迎!ダンジキ御一行様）（2001年，日本電視台）
- （2002年11月4日—8日，TBS）
- 平安夜之戀（日语：恋するイヴ）（2013年12月24日，日本電視台）—飾 的姊姊

### 廣播節目
- （RF日本廣播電台）
- 廣播劇「Super Station From me to you ～女神消失的那一夜～」（1994年12月4日，日本放送）

### 舞台
- NYLON100℃（日语：ナイロン100℃） 3rd SESSION「1979」（1994年5月29日—6月5日，Theatre Apple（日语：シアターアプル））
- Stand by Me（1995年8月11日—9月3日，陽光劇場（日语：サンシャイン劇場））
- （1996年8月27日—9月1日，新宿太陽購物中心劇場（日语：シアターサンモール））
- 音樂劇「天狼星」（日语：伊集院大介#ミュージカル『天狼星』）（1997年3月13日—4月20日，Theatre Apple 等）—飾 朝吹麻衣子
- （2003年10月29日—11月17日，江戶東京博物館大廳 等）

### 廣告
- 世田谷自然食品（日语：世田谷自然食品）（2020年）

## 音樂作品
|          | 發行日期       | 商品名稱 | 收錄曲 | 備註                                                                                                |
| -------- | -------------- | -------- | --- | --------------------------------------------------------------------------------------------------- |
| 單曲     | 1992年12月16日 |          | 1. 作詞：及川眠子，作曲：阿爾夫·萊拉，編曲：戶田誠司 | - 《快打旋風II》春麗主題歌                                                                          |
| 迷你專輯 | 2023年1月16日  | waltz    | 1. waltz 作詞：宮前真樹、田村信二，作曲：田村信二，編曲：田村信二 2. happy lucky days 作詞：宮前真樹、田村信二，作曲：田村信二，編曲：田村信二 3. 作詞：宮前真樹，作曲：山口美央子 4. 作詞：宮前真樹，作曲：小森田實 | 隨著CD的發行，還在東京、名古屋、大阪等地舉辦了發行活動。 - 2月5日 - 2月18日 - 2月19日 TSUTAYA戎橋店 |

### 視頻
- FATMAN BROTHERS

### 寫真集
- 《Bagus！》（1993年，學習研究社）
- 《BREAK》（1995年，WANI BOOKS（日语：ワニブックス））
- 《candied》（1995年，近代電影社（日语：近代映画社））
- 《VANILLA》（1999年，TIS）

## 腳註

## 相關項目
- 東京都出身人物列表（日语：東京都出身の人物一覧）

## 外部連結
- （日語）—宮前真樹的官方個人部落格。
- 宮前真樹的Facebook專頁 （日語）
- 宮前真樹的Instagram帳戶 （日語）
- 宮前真樹的Instagram帳戶 （日語）（新）
- 宮前真樹的X（前Twitter） （日語）
- 「CAFE·RESUTAURANT M.NATURE AOYAMA」HP，存于 （日語）
- M. Nature Aoyama的X（前Twitter） （日語）
- （日語）—萩庭桂太（日语：萩庭桂太） YOUR EYES ONLY。
- 宮前真樹 Part2 （页面存档备份，存于） （日語）—萩庭桂太 YOUR EYES ONLY。
- 宮前真樹 （页面存档备份，存于） （日語）—株式會社expartner
- maq bon （页面存档备份，存于） （日語）
- nextM （日語）
- MAKI MIYAMAE UNOFFICIAL SUPPORT PAGE （日語）